# Emanuele Ridi
Emanuele Ridi (* 4. srpna 1973 Elba) je italský kuchař a restauratér původem z ostrova Elba. V Praze vlastnil restaurace MANÚ Risto & Lounge a Manu Praga, které byly zaměřené na pokrmy dle italských a středomořských receptů a pravou neapolskou pizzu. Po pandemii covidu-19 byl nucen v roce 2022 uzavřít první ze svých restaurací, v únoru roku 2024 druhou. V Itálii vystudoval ekonomiku a obchod. Vyučeným kuchařem není, vařit se naučil v restauraci prarodičů.

## Osobní život
Na ostrově Elba žil spolu se svojí matkou Marcellou do svých 19 let. V prosinci 1992 však odešel do tehdejšího Československa za svým otcem, který zde provozoval síť obchodů s italskou módou. Po pár letech podnikání s otcem a vystřídání několika profesí se Emanuele rozhodl zkusit štěstí a v roce 1998 otevřel svou první restauraci v pražských Dejvicích, kde působil až do roku 2015. Tuto původní restauraci prodal a v roce 2016 otevřel nový projekt na Dětském Ostrově MANÚ Risto & Lounge. V roce 2019 vybudoval v tehdejší kavárně Vltava další restauraci s názvem Manu Praga, zaměřenou na typicky italské pokrmy a pravou neapolskou pizzu.
V roce 2016 se seznámil a navázal vztah s Lucií Hučnárovou, která byla jeho partnerkou v pořadu StarDance, 2. června 2024 se stala jeho manželkou Sára Pichlová.
Z manželství s Češkou má syna Giacoma (* 2006).

## Televize
Pro TV Prima uváděl od roku 2009 pořad o vaření S Italem v kuchyni (čtyři série), ve kterém předvádí vaření italských i evropských pokrmů. Pravidelně si zve do pořadu slavné osobnosti v oblasti kultury, sportu a své přátelé a kuchařské kolegy. Během léta 2012 uváděl mutaci pořadu Léto s Italem, ve kterém se vydal do své rodné Itálie a projel přes Lago Di Garda až domů na ostrov Elba.
Spolu s Jaroslavem Žídkem také uváděl soutěžní pořad "Nejlíp Vaří moje máma! - rok 2015, televize Nova.
V roce 2016 se zúčastnil taneční soutěže StarDance …když hvězdy tančí. Kde se protančil až do čtvrtfinále a obsadil celkově páté místo.
Jako jeden z dalších pořadů v roce 2017 Emanuele natočil spolu se svým synem Giacomem Čau Bambini, pořad byl zaměřen na zábavnou výuku italského jazyka pro děti.
V roce 2018 účinkoval spolu s Matějem Ruppertem v pořadu Manu a Matěj na cestě do Říma.
V roce 2020 navázal na úspěšnou předchozí sérii dalšími díly s názvem Manu a Matěj na cestě z Říma na ostrov Capri.
V roce 2021 navázala  Česká televize cyklem Manu a Matěj na cestě po jižní Itálii.
V roce 2022 Manu a Matěj na cestě do Apulie.
V roce 2023 Manu a Matěj na horách
V roce 2024 začalo vysílání pořadu Manu a Matěj a cestě podél Apenin

## Ocenění
Za jeho nejúspěšnější sérii pořadů S Italem s kuchyni obdržel v roce 2010 cenu Golden Grape Znojemský hrozen za nejlepší pořad roku.
Tuto cenu obhájil i v roce 2012 za sérii Léto s Italem.

## Knihy
- S Italem v kuchyni I. (2009)
- S Italem v kuchyni II. (2010)
- S italem v kuchyni III. (2011)
- Léto s Italem (2012)
- Pasta e Basta (2013)
- Pasta e Basta – druhé vydání (2017)